# Il giorno + bello
(Tagline del film)
Il giorno + bello è un film del 2006 diretto da Massimo Cappelli ed interpretato da Fabio Troiano e Violante Placido.
La pellicola racconta di due giovani che decidono di sposarsi sfidando le convenzioni sociali tipiche del matrimonio.

## Trama
Leo e Nina sono una giovane coppia che convive felicemente. Una sera, quest'ultima chiede a bruciapelo al fidanzato: «Perché non ci sposiamo?». Dopo un iniziale smarrimento, Leo riflette sulla cosa e propone davvero a Nina di convolare a nozze, a patto che il loro sia un matrimonio "diverso" dalla norma: durante i preparativi, tra genitori invadenti, amici che sgomitano per fare da testimone e molte tentazioni femminili, Leo si rende conto che sbrigare la "faccenda" non sarà così semplice come credeva.

## Produzione

### Regia
Il regista Massimo Cappelli ha scelto il tema del matrimonio per parlare «di una persona che pensa di essere padrone della propria vita e poi scopre che in realtà così non è», per via delle consuetudini, delle amicizie, e soprattutto le pressioni della società. Oltre che al cinema statunitense di genere, Cappelli si è poi ispirato a Pietro Germi e Luciano Salce per la loro capacità di raccontare l'Italia di allora.

### Cast
Fabio Troiano e Violante Placido interpretano rispettivamente Leo e Nina, la coppia che decide di sposarsi. Carla Signoris e Shel Shapiro ricoprono il ruolo dei genitori della ragazza, mentre del cast fanno inoltre parte Marco Giuliani e Massimiliano Bruno.
Quando scelse i protagonisti, Cappelli non sapeva che Troiano e Placido fossero (all'epoca) già compagni nella vita. Per Troiano è stato molto più semplice conoscere già la partner di lavoro, oltre che un "valore aggiunto" il poter condividere l'esperienza; anche Violante Placido ne è rimasta estremamente soddisfatta.
Troiano è qui al suo primo ruolo da protagonista, e nel prepararsi al ruolo ha trovato affinità tra la sua idea di matrimonio e quella del suo personaggio. Violante Placido si è parzialmente ispirata anche ad alcune sue amiche con le stesse caratteristiche della protagonista. Entrambi gli attori hanno riconosciuto alla storia un punto di vista piuttosto maschile.

### Riprese
Pur se non ammesso esplicitamente, il film è stato girato ed ambientato in una riconoscibilissima Trieste.

## Accoglienza
La pellicola è uscita nelle sale italiane il 3 novembre 2006,, ed è stata distribuita da Videa-CDE e Warner Bros. in circa 55 copie in tutto il paese.

### Incassi
Nel primo weekend di programmazione, il film ha incassato 95 000 euro.

### Critica
Pierpaolo Simone del sito web MYmovies definisce il film «mediocre e senza originalità», con un alternarsi di situazioni brillanti a scene invece «lunghe e noiose». Massimo Borriello di Movieplayer.it evidenzia invece nel film «un'analisi frettolosa», con banalità e completa assenza di motivi di riflessione.
Per quanto concerne la carta stampata, Gian Luigi Rondi del Tempo ritiene la pellicola divertente anche se non vi appare molta inventiva, e «sui riti matrimoniali si è visto di meglio». Maurizio Cabona del Giornale critica invece Cappelli per il suo intento di essere «piacione». Elisa Grando di Ciak apprezza i protagonisti, in grado di «mantenere il ritmo della commedia», e loda i personaggi sopra le righe di Shel Shapiro, Carla Signoris e Giorgio Colangeli; lo stesso fa Aldo Fittante di Filmtv.it.